# Monge (1929)
Monge (Q144) – francuski oceaniczny okręt podwodny z okresu międzywojennego i II wojny światowej, jedna z 31 jednostek typu Redoutable. Okręt został zwodowany 25 czerwca 1929 roku w stoczni Société Nouvelle des Forges et Chantiers de la Méditerranée w La Seyne-sur-Mer, a do służby w Marine nationale wszedł w czerwcu 1932 roku. Podczas wojny jednostka pełniła służbę na Morzu Śródziemnym, Atlantyku, Oceanie Indyjskim i Oceanie Spokojnym, a od zawarcia zawieszenia broni między Francją a Niemcami znajdowała się pod kontrolą rządu Vichy. 8 maja 1942 roku okręt został zatopiony u wybrzeży Madagaskaru przez brytyjskie niszczyciele HMS „Active” i HMS „Panther”.

## Projekt i budowa
„Monge” zamówiony został na podstawie programu rozbudowy floty francuskiej z 1925 roku. Projekt (o sygnaturze M6 ) był ulepszeniem pierwszych powojennych francuskich oceanicznych okrętów podwodnych – typu Requin. Poprawie uległa krytykowana w poprzednim typie zbyt mała prędkość osiągana na powierzchni oraz manewrowość. Posiadał duży zasięg i silne uzbrojenie; wadą była ciasnota wnętrza, która powodowała trudności w dostępie do zapasów prowiantu i amunicji. Konstruktorem okrętu był inż. Jean-Jacques Roquebert.
„Monge” zbudowany został w stoczni Société Nouvelle des Forges et Chantiers de la Méditerranée w La Seyne-sur-Mer . Stępkę okrętu położono 15 września 1927 roku , a zwodowany został 25 czerwca 1929 roku.

## Dane taktyczno–techniczne
„Monge” był dużym, oceanicznym okrętem podwodnym o konstrukcji dwukadłubowej. Długość całkowita wynosiła 92,3 metra (92 metry między pionami), szerokość 8,2 metra i zanurzenie 4,7 metra. Wyporność standardowa w położeniu nawodnym wynosiła 1384 tony (normalna 1570 ton), a w zanurzeniu 2084 tony. Okręt napędzany był na powierzchni przez dwa silniki wysokoprężne Sulzer o łącznej mocy 6000 KM. Napęd podwodny zapewniały dwa silniki elektryczne o łącznej mocy 2000 KM. Dwuśrubowy układ napędowy pozwalał osiągnąć prędkość 17 węzłów na powierzchni i 10 węzłów w zanurzeniu. Zasięg wynosił 10 000 Mm przy prędkości 10 węzłów w położeniu nawodnym (lub 4000 Mm przy prędkości 17 węzłów) oraz 100 Mm przy prędkości 5 węzłów w zanurzeniu. Zbiorniki paliwa mieściły 95 ton oleju napędowego . Dopuszczalna głębokość zanurzenia wynosiła 80 metrów, a czas zanurzenia 45-50 sekund. Autonomiczność okrętu wynosiła 30 dób .
Okręt wyposażony był w siedem wyrzutni torped kalibru 550 mm: cztery na dziobie i jeden potrójny zewnętrzny aparat torpedowy. Prócz tego za kioskiem znajdował się jeden podwójny dwukalibrowy (550 lub 400 mm) aparat torpedowy . Na pokładzie było miejsce na 13 torped, w tym 11 kalibru 550 mm i dwie kalibru 400 mm . Uzbrojenie artyleryjskie stanowiło działo pokładowe kalibru 100 mm M1925 L/45 oraz zdwojone stanowisko wielkokalibrowych karabinów maszynowych Hotchkiss kalibru 13,2 mm L/76 .
Załoga okrętu składała się z 4 oficerów oraz 57 podoficerów i marynarzy.

## Służba
„Monge” został przyjęty do służby w Marine nationale 19 czerwca 1932 roku  . Jednostka otrzymała numer burtowy Q144 . W momencie wybuchu II wojny światowej okręt pełnił służbę na Morzu Śródziemnym, wchodząc w skład 5. dywizjonu 3. eskadry 1. Flotylli okrętów podwodnych w Tulonie . Dowódcą okrętu był w tym okresie kpt. mar. L.A. Laroze . W czerwcu 1940 roku okręt znajdował się w Bizercie w składzie 5. dywizjonu okrętów podwodnych, a jego dowódcą był nadal kpt. mar. L.A. Laroze . 10 czerwca, po wypowiedzeniu wojny przez Włochy jednostka opuściła bazę, udając się na patrol . 22 czerwca, w dniu zawarcia zawieszenia broni między Francją a Niemcami, okręt przebywał w Bizercie . 24 czerwca dowództwo jednostki objął kpt. mar. M.G.R. Douenel . 11 października 1940 roku „Monge” i „Pégase” wypłynęły z Bizerty i w towarzystwie „Vengeur” i „L’Espoir” (które tego samego dnia opuściły Tulon), w eskorcie awiza „La Batailleuse”, pokonały 17 października Cieśninę Gibraltarską i dotarły do Casablanki . W listopadzie 1940 roku „Monge” stacjonował w Diégo Suarez na Madagaskarze . 17 stycznia 1942 roku „Monge” opuścił Diégo Suarez i razem z bliźniaczymi jednostkami „Vengeur” i „L’Espoir” i „Pégase” udał się do Sajgonu . W momencie desantu Aliantów na Madagaskar okręt (pod dowództwem por. mar. Marcela Derlota) eskortował jeden z konwojów, a w rejonie walk pojawił się 8 maja 1942 roku. Jednostka przeprowadziła w pobliżu Diégo Suarez atak torpedowy na brytyjski lotniskowiec HMS „Indomitable”, jednak salwa torped okazała się niecelna. Eskortujące lotniskowiec niszczyciele HMS „Active” i HMS „Panther” zaatakowały „Monge” bombami głębinowymi, zatapiając francuski okręt .